# Bothidae
La famiglia dei Bothidae Smitt, 1892 comprende 160 specie di pesci d'acqua salata.

## Distribuzione e habitat
Le specie della famiglia sono diffuse sui fondali di tutti i mari tropicali e subtropicali del mondo.

## Descrizione
Abituati a vivere sul fondo nel corso di milioni di anni questi pesci si sono appiattiti sul fianco destro, presentando perfino entrambi gli occhi su questo lato. Le pinne sono sottili, senza spine e seguono per intero dorso e ventre. L'ano si affaccia sul lato nascosto.
Raggiungono dimensioni relativamente grosse, a seconda delle specie (da 5 a 45 cm). La livrea è mimetica, beige-bruna marezzata sul lato esposto, biancastro quello nascosto. Le squame sono ctenoidi sul lato destro e cicloidi su quello sinistro (probabilmente per diminuire l'attrito con la sabbia). 
Questi pesci si immergono qualche millimetro sotto la sabbia e aspettano che una preda si avvicini. La stessa tattica è usata per sfuggire ai predatori. 

## Riproduzione
Il periodo riproduttivo avviene in estate. Le larve presentano occhi in posizione normale; la "migrazione" di quest'ultimo avverrà con la crescita.

## Alimentazione
I Botidi si nutrono di piccoli pesci e invertebrati.

## Pesca
Molte specie sono pescate per l'alimentazione umana (tra cui il Rombo di rena).

## Generi
- Arnoglossus Bleeker, 1862
- Asterorhombus Tanaka, 1915
- Bothus Rafinesque, 1810
- Chascanopsetta Alcock, 1894
- Crossorhombus Regan, 1920
- Engyophrys Jordan & Bollman, 1890
- Engyprosopon Günther, 1862
- Grammatobothus Norman, 1926
- Japonolaeops Amaoka, 1969
- Kamoharaia Kuronuma, 1940
- Laeops Günther, 1880
- Lophonectes Günther, 1880
- Monolene Goode, 1880
- Neolaeops Amaoka, 1969
- Parabothus Norman, 1931
- Perissias Jordan & Evermann, 1898
- Psettina Hubbs, 1915
- Taeniopsetta Gilbert, 1905
- Tosarhombus Amaoka, 1969
- Trichopsetta Gill, 1889